# Helge Larsen
Pour les articles homonymes, voir Larsen.
Helge Larsen, né le 25 avril 1915 à Vester Åby (Danemark) et mort le 24 janvier 2000, est un homme politique danois membre du Parti social-libéral danois (RV), ancien ministre et ancien député au Parlement (le Folketing).

## Ouvrages
- Kendsgerninger om Sydslesvig (1946)
- Politiske Grundtanker (1948)
- Socialliberale tanker i dansk politik (1950)
- De politiske partier (1950 et 1964)
- Kort besked om EF (1972)
- Avis, egn og folk (1980)

## Récompense
- 1955 : Médaille Hans Egede